# Петрівка (Богодухівський район)
Петрі́вка — село в Золочівській громаді Богодухівського району Харківської області України. Населення становить 266 осіб.

## Географія
Село Петрівка знаходиться за 6 км від річки Уди (правий берег), на відстані 2 км розташовані села Ковалі, Гресі, Борохи, Мартинівка. Селом тече балка Березів Яр. Поруч проходить автомобільна дорога Т 2103.

## Історія
Село постраждало внаслідок геноциду українського народу, вчиненого урядом СССР у 1932—1933 роках, кількість встановлених жертв у Одноробівці та Петрівці — 52 людей.
12 червня 2020 року, розпорядженням Кабінету Міністрів України № 725-р «Про визначення адміністративних центрів та затвердження територій територіальних громад Харківської області», увійшло до складу Золочівської селищної громади.
19 липня 2020 року, в результаті адміністративно-територіальної реформи та ліквідації Золочівського району, село увійшло до складу Богодухівського району.

## Відомі мешканці
Постольний Микола (1984—2014) — герой АТО.

## Населення

### Мова
Розподіл населення за рідною мовою за даними перепису 2001 року:
| Мова                | Відсоток |
| ------------------- | -------- |
| українська          | 86,09%   |
| російська           | 9,40%    |
| інші/не визначилися | 4,51%    |

## Також
- Перелік населених пунктів, що постраждали від Голодомору 1932—1933 (Харківська область)